# Malkowicze (stacja kolejowa)
Malkowicze (biał. Малькавічы, ros. Мальковичи) – stacja kolejowa w miejscowości Malkowicze, w rejonie hancewickim, w obwodzie brzeskim, na Białorusi. Leży na linii Równe – Baranowicze – Wilno.
Stacja istniała w dwudziestoleciu międzywojennym. Odchodziła wówczas od niej kolej wąskotorowa do Dobrosławki (obecnie nieistniejąca).